# Pentathlon féminin aux Jeux olympiques d'été de 1980
Pour un article plus général, voir Athlétisme aux Jeux olympiques d'été de 1980.
Navigation
Montréal 1976 Los Angeles 1984
L'épreuve du pentathlon féminin aux Jeux olympiques de 1980 s'est déroulée le 24 juillet 1980 au Stade Loujniki de Moscou, en URSS. Elle est remportée par la Soviétique Nadiya Tkachenko qui établit un nouveau record du monde avec 5 083 points.
Le pentathlon se dispute pour la dernière fois dans le cadre des Jeux olympiques, l'épreuve étant remplacée par l'heptathlon à partir de 1984.

## Résultats
| Rang               | Athlète             | Pays                       | Points    |
| ------------------ | ------------------- | -------------------------- | --------- |
| Médaille d'or      | Nadezhda Tkachenko  | Union soviétique           | 5083 (WR) |
| Médaille d'argent  | Olga Rukavishnikova | Union soviétique           | 4937      |
| Médaille de bronze | Olga Kuragina       | Union soviétique           | 4875      |
| 4                  | Ramona Neubert      | Allemagne de l'Est         | 4698      |
| 5                  | Margit Papp         | Hongrie                    | 4562      |
| 6                  | Burglinde Pollak    | Allemagne de l'Est         | 4553      |
| 7                  | Valentina Dimitrova | Bulgarie                   | 4458      |
| 8                  | Emiliya Kunova      | Modèle:Bulgaie (1971-1990) | 4431      |
| 9                  | Florence Picaut     | France                     | 4424      |
| 10                 | Sylvia Barlag       | Pays-Bas                   | 4333      |
| 11                 | Marcela Koblasová   | Tchécoslovaquie            | 4328      |
| 12                 | Małgorzata Guzowska | Pologne                    | 4326      |
| 13                 | Judy Livermore      | Grande-Bretagne            | 4304      |
| 14                 | Conceição Geremias  | Brésil                     | 4263      |
| 15                 | Sue Longden         | Grande-Bretagne            | 4234      |
| 16                 | Yvette Wray         | Grande-Bretagne            | 4159      |
| 17                 | Cécile Ngambi       | Cameroun                   | 3832      |
| -                  | Nancy Vallecilla    | Équateur                   | DNF       |
| -                  | Christine Laser     | Allemagne de l'Est         | DNF       |

## Légende
Records et Performances
- AR : Record continental (area record)
- CR : Record des championnats (championship record)
- MR : Record du meeting (meet record)
- NR : Record national (national record)
- OR : Record olympique (olympic record)
- PR : Record paralympique (paralympic record)
- PB : Record personnel (personal best)
- SB : Meilleure performance personnelle de la saison (season's best)
- WL : Meilleure performance mondiale de l'année (world leader)
- WJR : Record du monde junior (world junior record)
- WR : Record du monde (world record)

Circonstances et Conditions
- DNF : N'a pas terminé (did not finish)
- DNS : N'a pas pris le départ (did not start)
- DQ : Disqualification (disqualification)
- NM : Aucun essai valable enregistré (No Mark)
- Q : Qualifié « directement » au prochain tour (ou à la prochaine compétition), lors d'une compétition majeure, grâce au classement ou à la réalisation des minima (automatic qualifier)
- q : Qualifié au prochain tour (ou à la prochaine compétition), lors d'une compétition majeure, grâce au repêchage ou à la réalisation de l'une des meilleures performances parmi celles des « non qualifiés directement » (grâce au meilleur temps ou à la meilleure distance par exemple) (secondary qualifier)